# Znanstveno delo
Znanstveno delo je ustvarjalno delo, običajno v pisni obliki, s katerim avtor poroča o rezultatih izvirnega empiričnega ali teoretskega raziskovanja v znanosti, bodisi družboslovni, bodisi naravoslovni. Celotna množica znanstvenih del se imenuje znanstvena literatura. Raziskovanje se prelije v znanstveno literaturo v postopku akademskega založništva, kar praviloma vključuje strokovno recenzijo.
Ločimo primarno znanstveno literaturo, ki prinaša neposredno rezultate znanstvenega raziskovanje, in sekundarno, ki povzema primarne vire. Pregledni članki so primer sekundarne literature.

## Vrste znanstvenih del
Znanstvena literatura ima lahko obliko naslednjih tipov del:
- znanstveni članki, objavljeni v znanstvenih revijah
- patenti
- knjige (monografije) enega avtorja ali majhnega števila soavtorjev, objavljene pri akademski založbi
- knjige s poglavji, kjer vsako poglavje napiše različen avtor ali skupina soavtorjev, pomembno vlogo pa ima tudi urednik, ki zastavi tematiko in koordinira pisanje
- predstavitve na akademskih konferencah
- vladna poročila, na primer z rezultati forenzičnih preiskav
- znanstvene objave na svetovnem spletu (poleg znanstvenih revij, ki so dandanes prav tako večinoma objavljene na spletu)

Poleg teh formalnih tipov objav obstaja še široko polje t. i. sive literature, kot so priročniki, disertacije, novičniki in samostojne publikacije znanstvenikov ali znanstvenih ustanov.